# Suit & Tie
„Suit & Tie“ е песен от албумА „The 20/20 Experience“, на американския певец и актьор Джъстин Тимбърлейк с участието на рапъра Джей Зи. Песента е написана от Тимбърлейк, Тимбаленд, Джей Зи, J-Roc и Джеймс Едуард Фаунтлерой II.

## Траклист
Дигитално сваляне
| №  | Име                                 | Време |
| -- | ----------------------------------- | ----- |
| 1. | Suit & Tie (с участието на Джей Зи) | 5:27  |